# Dyniogłowy
Dyniogłowy – amerykański horror z 1988 r. w reżyserii Stana Winstona.

## Obsada
- Lee de Broux - Tom Harley
- Jeff East - Chris
- John D’Aquino - Joel
- Lance Henriksen - Ed Harley
- Kimberly Ross - Kim
- Joel Hoffman - Steve
- Peggy Walton-Walker - Ellie Harley
- Devon Odessa - Hessie
- Florence Schauffler - Haggis

## Fabuła
Historia rozpoczyna się jak młody Ed Harley jest świadkiem okrutnego zabójstwa mężczyzny. Po latach dorosły już Ed Harley z pomocą wiedźmy Haggis wzywa demona Dyniogłowego, by ten w jego imieniu zemścił się na mordercach jego syna. Krwiożercze monstrum przystępuje do realizacji swego celu. Ed Harley widząc jednak ogrom nieszczęść, które spowodował, postanawia powstrzymać potwora.